# Muscle-up

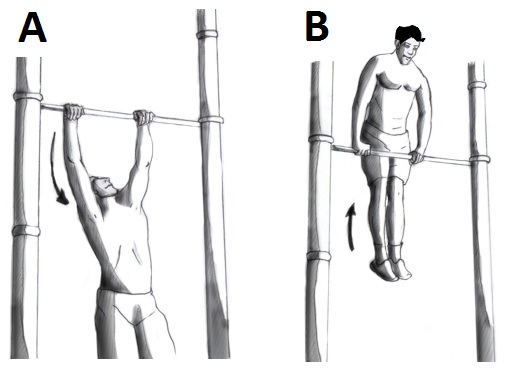
Representación gráfica del ejercicio, con dos de sus fases

El muscle-up (también conocido como muscleup) o montada es un ejercicio de entrenamiento de fuerza avanzado, dentro del ámbito de la calistenia, aunque su ejecución se extiende a otras disciplinas como la gimnasia artística o el CrossFit. Puede realizarse en barra fija o en anillas.
Consta de 3 partes: una tracción (usualmente una dominada, con o sin balanceo), una transición, y un fondo (dip). Es decir, el ejecutante inicia por debajo de la barra o anilla (elemento) y finaliza la ejecución del ejercicio montándose por arriba del mismo. 
Existen varias técnicas posibles para poder ejecutar un muscle-up.

## Descripción
El muscle-up comienza con los brazos extendidos por encima de la cabeza, y desde esa posición, el ejecutante toma la barra o las anillas con un agarre determinado (puede ser agarre normal o agarre falso) con una amplitud que usualmente es de su propio ancho de hombros. La sujeción suele realizarse sobre una barra de dominadas o anillas de gimnasia (elemento).
Luego, el cuerpo es levantado explosivamente por una tracción explosiva que lleva mayor velocidad que una dominada normal; dado que la acción implica un fuerte tirón de brazos y dorsales. Cuando la barra se acerca a la parte superior del pecho, las muñecas se flexionan y giran ágil y rápidamente para llevar los antebrazos por encima de la barra. El torso se inclina hacia adelante, montándose sobre el elemento. A continuación, se realiza una extensión de codo activando los tríceps. Se considera una repetición válida y completa cuando el elemento está a la altura de la cintura y los brazos completamente rectos.

Ejecución de un Muscle-up en barra fija

Para bajarse del elemento, se doblan los brazos a la altura del codo y se baja el cuerpo debajo del elemento, pudiendo reiniciar la secuencia y hacer otra repetición o simplemente descolgarse.

### Progresiones y versiones
Existen distintas técnicas y versiones del ejercicio. Frecuententemente implica una patada de apoyo. En este caso, las piernas se balancean (saltan) hacia arriba y brindan impulso para ayudar en la fuerza explosiva hacia arriba necesaria para ascender por encima de la barra. El balanceo (kipping) es muy usado en el CrossFit a modo de reducir la fuerza que deben hacer los músculos esqueléticos y colaborar con la inercia del balanceo a poder montarse al elemento.
Los atletas más avanzados pueden realizar una variación estricta del muscle-up que se realiza lentamente, sin ningún salto. Esta variación comienza con un balanceo muerto (es decir estando colgado pero permaneciendo quieto, con los pies más adelante que la barra, si los pies de la persona pueden tocar el suelo) y utiliza la contracción muscular para ascender por encima de la barra de una manera explosiva pero controlada.

## Agarre y posición de las muñecas
En la barra, se emplea un agarre más cerrado a comparación de las dominadas, y muy frecuentemente el dedo pulgar se encuentra por encima de la barra, al igual que el resto de los dedos. Esto es así porque eso facilita el movimiento de las muñecas al momento de la transición
Por otro lado, cuando se realiza el ejercicio en anillas, se debe utilizar un tipo de agarre especial conocido como «falso agarre» (donde la muñeca se coloca en la parte superior de las anillas y la palma y dedos de la mano envuelven completamente la anilla) para poder realizar una transición suave de la dominada al fondo.

## Músculos implicados
Como el nombre sugiere, el muscle-up se dirige a una gran cantidad de grupos de músculos en la espalda, los hombros, los brazos y la zona media. La mayor potencia de dominadas proviene del músculo dorsal ancho de la espalda y del bíceps braquial. Los músculos de la zona media también participan en este movimiento para estabilizar la transición. Una vez montado arriba del elemento, los tríceps braquial se encargan de hacer la extensión de codo para finalizar la repetición, en acción conjunta con el músculo pectoral mayor y del manguito rotador realizan el empuje final.

## Récords
- Mayor cantidad de muscle-ups consecutivos en barra: 45 por Xiao Lin (China) 2023.[1]

- Mayor cantidad de muscle-ups consecutivos en anillas hechos por un hombre: 20 por Simen Solberg Uriansrud (Noruega) 2021.[2]

- Mayor cantidad de muscle-ups consecutivos en anillas hechos por una mujer: 11 por Miki Nakamasu (Japón)[3]

- Muscle-up con peso añadido más pesado: 54,3 kg, por Liu Weiqiang (China)[4]